# Walisische Badmintonmeisterschaft 2017
Die Walisische Badmintonmeisterschaft 2017 fand am 14. Januar 2017 in Cardiff statt.

## Medaillengewinner
| Disziplin    | Gold                      | Silber                      | Bronze                          |
| ------------ | ------------------------- | --------------------------- | ------------------------------- |
| Herreneinzel | William Kitching          | Tsung Fong Mo               | Scott Oates                     |
| Herreneinzel | William Kitching          | Tsung Fong Mo               | Andrew Oates                    |
| Dameneinzel  | Jordan Hart               | Gean Sou Mo                 | Sammy Hutt                      |
| Herrendoppel | Scott Oates Nic Strange   | Gareth Day William Kitching | Andrew Jones Man Yin Ling       |
| Herrendoppel | Scott Oates Nic Strange   | Gareth Day William Kitching | James Ellaway Oliver Stansfield |
| Mixed        | Tsung Fong Mo Gean Sou Mo | Andy Gibbons Sammy Hutt     | James Ellaway Elin Sibbet       |